# Kunsthalle

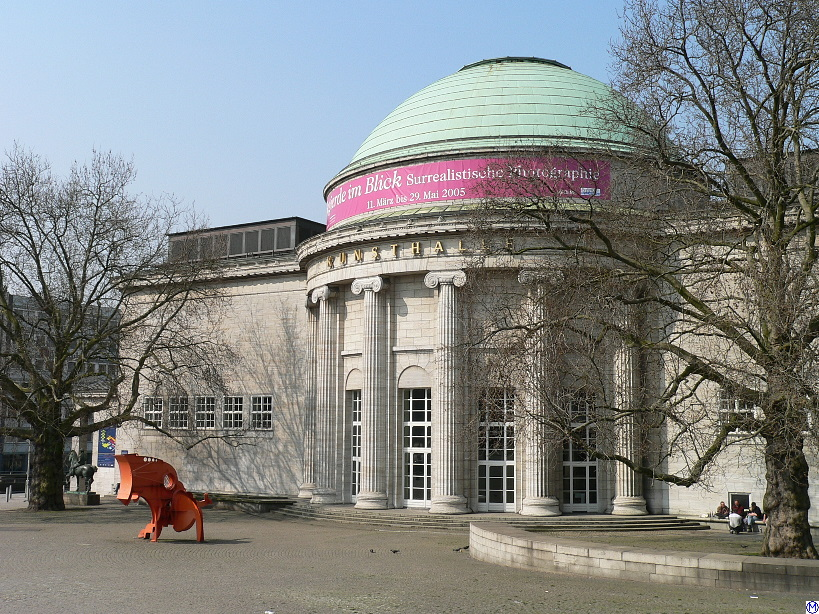
Hamburger Kunsthalle

Eine Kunsthalle ist eine nicht kommerzielle Institution zur Veranstaltung von Kunstausstellungen.

## Definitionen
Die Grenzen zwischen den drei Begriffen und möglichen Einrichtungen: „Kunsthalle“, „Kunsthaus“ und „Künstlerhaus“ sind fließend: 

### Kunsthallen
Eine Kunsthalle im engeren Sinn verfügt im Gegensatz zu einem Kunstmuseum nicht über eine eigene Sammlung, sondern veranstaltet wechselnde und jeweils gesondert kuratierte Ausstellungen zu verschiedenen Themen und Künstlern. Träger sind hier vor allem öffentliche Gebietskörperschaften.

### Kunsthäuser
Auch sog. Kunsthäuser sind hier zu nennen: diese werden oft von privaten Kunstvereinen oder Stiftungen getragen und betrieben, die sich der Präsentation von Werken ihrer Mitglieder, aber auch von internationalen Gastkünstlern widmen.

### Künstlerhäuser
Vom Kunsthaus ist das Künstlerhaus zu unterscheiden, das in Verbindung mit Ateliers oder Werkstätten steht, aber auch fallweise Ausstellungen veranstaltet.

## Liste von Kunsthallen und Kunsthäusern

### Deutschland
| Stadt                    | Name                                                         | Anmerkungen                 |
| ------------------------ | ------------------------------------------------------------ | --------------------------- |
| Ahrenshoop               | Kunsthalle/Kunstmuseum Ahrenshoop.                           |                             |
| Apolda                   | Kunsthaus Apolda                                             |                             |
| Aschaffenburg            | Kunsthalle Jesuitenkirche                                    |                             |
| Baden-Baden              | Staatliche Kunsthalle Baden-Baden                            |                             |
| Berlin-Mitte             | Deutsche Bank KunstHalle (bis 2018)                          |                             |
| Berlin                   | Temporäre Kunsthalle Berlin (2008–2010)                      |                             |
| Berlin-Mitte             | Kunsthaus Tacheles                                           | Oranienburger Straße        |
| Berlin-Kreuzberg         | KUNStHAUS (Eigenschreibweise), zuvor Kunsthaus Oranienplatz  | Oranienstraße 46            |
| Berlin-Mitte             | Kunsthaus ARTES                                              | Auguststraße 19             |
| Berlin                   | Staatliche Kunsthalle Berlin (bis 1993)                      |                             |
| Bielefeld                | Kunsthalle Bielefeld                                         | Mit Sammlung                |
| Bonn                     | Kunst- und Ausstellungshalle der Bundesrepublik Deutschland  |                             |
| Brandenburg an der Havel | Kunsthalle Brennabor                                         |                             |
| Bremen                   | Kunsthalle Bremen                                            | Mit Sammlung                |
| Bremerhaven              | Kunsthalle Bremerhaven (1964), siehe Kunstmuseum Bremerhaven |                             |
| Darmstadt                | Kunstforum der TU Darmstadt                                  |                             |
| Darmstadt                | Kunsthalle Darmstadt                                         |                             |
| Dresden                  | Kunsthalle im Lipsius-Bau                                    |                             |
| Dresden                  | Kunsthaus Dresden                                            |                             |
| Düsseldorf               | Kunsthalle Düsseldorf                                        |                             |
| Emden                    | Kunsthalle in Emden                                          | Mit Sammlung                |
| Erfurt                   | Kunsthalle Erfurt                                            |                             |
| Erfurt                   | Kunsthaus Erfurt                                             |                             |
| Essen                    | Kunsthaus Essen                                              |                             |
| Frankfurt am Main        | Schirn Kunsthalle Frankfurt                                  |                             |
| Fürth                    | Kunst Galerie Fürth                                          |                             |
| Gießen                   | Kunsthalle Gießen                                            |                             |
| Göppingen                | Kunsthalle Göppingen                                         | Mit Sammlung                |
| Göttingen                | Kunsthaus Göttingen                                          |                             |
| Hamburg                  | Hamburger Kunsthalle                                         | Mit Sammlung                |
| Hamburg                  | Kunsthaus Hamburg                                            |                             |
| Hamburg                  | Künstlerhaus Hamburg                                         |                             |
| Halle (Saale)            | Kunsthalle Villa Kobe                                        |                             |
| Halle (Saale)            | Kunsthalle „Talstrasse“                                      | Mit Sammlung                |
| Heilbronn                | Kunsthalle Vogelmann                                         | Mit Sammlung                |
| Karlsruhe                | Staatliche Kunsthalle Karlsruhe                              | Mit Sammlung                |
| Kassel                   | Fridericianum (Kassel)                                       |                             |
| Kaufbeuren               | Kunsthaus Kaufbeuren                                         |                             |
| Kiel                     | Kunsthalle zu Kiel                                           |                             |
| Kleinschönach            | Kunsthalle Kleinschönach                                     |                             |
| Köln                     | Kunsthalle Köln                                              |                             |
| Kühlungsborn             | Kunsthalle Kühlungsborn                                      |                             |
| Langenthal               | Kunsthaus Langenthal                                         |                             |
| Leipzig                  | Halle 14                                                     |                             |
| Leipzig                  | Kunsthalle der Sparkasse Leipzig                             | Mit Sammlung                |
| Leipzig                  | G2 Kunsthalle                                                | Mit Sammlung                |
| Lingen (Ems)             | Kunsthalle Lingen                                            |                             |
| Lübeck                   | Kunsthalle St. Annen                                         | Mit Sammlung                |
| Luckenwalde              | Kunsthalle Vierseithof                                       |                             |
| Mainz                    | Kunsthalle Mainz                                             |                             |
| Mannheim                 | Kunsthalle Mannheim                                          | Mit Sammlung                |
| Marburg                  | Kunsthalle, siehe Marburger Kunstverein                      |                             |
| Meiningen                | Kunsthaus Meiningen                                          |                             |
| Memmingen                | MEWO Kunsthalle                                              | Mit Sammlung                |
| Mülheim an der Ruhr      | Galerie an der Ruhr                                          | Mit Sammlung Fernand Luickx |
| München                  | Kunsthalle der Hypo-Kulturstiftung                           | Foundation                  |
| München                  | Haus der Kunst                                               |                             |
| München                  | Akademiegalerie                                              |                             |
| Nürnberg                 | Kunsthalle Nürnberg                                          |                             |
| Osnabrück                | Kunsthalle Osnabrück                                         | Mit Sammlung                |
| Recklinghausen           | Kunsthalle Recklinghausen                                    | Mit Sammlung                |
| Rostock                  | Kunsthalle Rostock                                           | Mit Sammlung                |
| Schmallenberg            | Kunsthaus Alte Mühle (Schmallenberg)                         |                             |
| Schwäbisch Hall          | Kunsthalle Würth                                             | Mit Sammlung                |
| Schweinfurt              | Kunsthalle Schweinfurt                                       | Mit Sammlung                |
| Stade                    | Kunsthaus Stade                                              |                             |
| Tübingen                 | Kunsthalle Tübingen                                          |                             |
| Troisdorf                | Kunsthaus Troisdorf                                          |                             |
| Wiesbaden                | Kunsthaus Wiesbaden                                          |                             |
| Wilhelmshaven            | Kunsthalle Wilhelmshaven                                     |                             |
| Woltersdorf (bei Berlin) | Kulturhaus Alte Schule                                       |                             |

### Österreich
| Stadt                 | Name                                                | Anmerkungen                                                   |
| --------------------- | --------------------------------------------------- | ------------------------------------------------------------- |
| Bregenz               | Kunsthaus Bregenz                                   |                                                               |
| Feldbach (Steiermark) | Kunsthalle Feldbach                                 |                                                               |
| Graz                  | Halle für Kunst Steiermark                          | vormals Künstlerhaus Graz und Halle für Kunst & Medien        |
| Graz                  | Kunsthaus Graz                                      |                                                               |
| Innsbruck             | Kunsthalle Tirol                                    |                                                               |
| Innsbruck             | Künstlerhaus Schloss Büchsenhausen                  |                                                               |
| Klagenfurt            | Künstlerhaus Klagenfurt                             |                                                               |
| Köflach               | Kunsthaus Köflach                                   |                                                               |
| Krems an der Donau    | Kunsthalle Krems                                    |                                                               |
| Leoben                | Kunsthalle Leoben                                   |                                                               |
| Linz                  | Landeskulturzentrum Ursulinenhof                    | mehrere öffentliche Galerien verschiedener Kunstvereinigungen |
| Mürzzuschlag          | Kunsthaus Mürzzuschlag                              |                                                               |
| Salzburg              | Künstlerhaus Salzburg                               |                                                               |
| Salzburg              | art bv Berchtoldvilla                               |                                                               |
| St. Pölten            | NÖDOK - Nö. Dokumentationszentrum für Moderne Kunst |                                                               |
| Wien                  | Künstlerhaus Wien                                   |                                                               |
| Wien                  | Kunsthalle Wien                                     |                                                               |
| Wien                  | Kunst Haus Wien                                     | Museum/Ausstellungsstätte für Friedensreich Hundertwasser     |

### Schweiz
- Kunsthalle Arbon
- Basel: Kunsthalle Basel, Kunsthaus Baselland
- Kunsthalle Bern
- Kunsthalle Luzern
- Kunsthalle St. Gallen
- Hallen für Neue Kunst, Schaffhausen
- Kunsthalle Winterthur
- Kunsthalle Zürich

### Andere Länder
- Kunsthalle Helsinki, Finnland
- Kunstpavillon Zagreb, Kroatien
- Kunsthal Rotterdam, Niederlande
- Bergen Kunsthall, Bergen, Norwegen
- Göteborgs Konsthall, Schweden
- Kunsthalle Lund, Schweden
- Kunsthalle Malmö, Schweden
- Liljevalchs konsthall, Stockholm, Schweden
- Kunsthalle Budapest, Ungarn
- Kunsthalle Tropical, Island
- Kunsthalle Praha, Tschechien